# Sīb Chāl
Sīb Chāl (persiska: سيب چال) är en ort i Iran.   Den ligger i provinsen Golestan, i den norra delen av landet, 400 km öster om huvudstaden Teheran. Sīb Chāl ligger 1 454 meter över havet och antalet invånare är 485.
Terrängen runt Sīb Chāl är bergig österut, men västerut är den kuperad. Terrängen runt Sīb Chāl sluttar västerut.Runt Sīb Chāl är det ganska glesbefolkat, med 23 invånare per kvadratkilometer. Närmaste större samhälle är Darjan, 16,1 km norr om Sīb Chāl. Omgivningarna runt Sīb Chāl är i huvudsak ett öppet busklandskap.